# Сияйни нощи
„Сияйни нощи“ (на китайски: 唐 韓幹 照夜白圖 卷) е рисунка от китайския художник Хан Ган, който я създава в средата на VIII в. От 1977 г. тя е част от сбирката на Музея на изкуството „Метрополитън“ в Ню Йорк, САЩ.
Рисунката представя военния кон на император Суан дзун от династията Тан, завързан за стълб. Хан Ган е смятан за един от най-добрите художници на своето време в Китай. Слави се с това, че умее добре да изобразява коне, не само външния им облик, но и техния характер. С това показва отлично разбиране на навиците на конете. Горещи очи с големи зеници, разширени ноздри и вдигнати крака по модела на императорския кон в Китай са характерни за митологичния огнен кон. Самият Хан Ган в разговор с императора твърди, че конете в конюшнята му са неговите учители по живопис. По нареждане на император Суан дзун художникът рисува поредица картини с коне и вероятно тази е една от тях.
Европейските изкуствоведи често забелязват особеностите в рисунките на Хан Ган и на други представители на китайската живопис и отчитат значителна разлика в произведенията на китайските анималисти от произведенията на европейските художници. Рисунката „Сияйни нощи“ не губи своята изразителност и душевност. За разлика от натуралистичните изображения на коне от Централна Азия, тази рисунка не е с реалистични размери – конят е с къси и много тънки крака, а тялото е много закръглено. Хан Ган придава на коня човешки черти. Измъченият му поглед се обръща към зрителя и привлича състрадание и нужда от помощ. Завързаният кон и емоционалният му поглед отразяват тъжната страна от живота в императорския двор.
Много от оригиналните творби на художника не са запазени, но са били многократно копирани от други художници през следващите столетия. Върху рисунката са запазени множество печати и подписи на притежателите ѝ през изминалите векове. Личат печатите и подписите на императорите Ли Юи и Цянлун, както и на китайския калиграф Ми Фей.